# Фэн Сяотин
Фэн Сяотин (кит. упр. 冯潇霆, пиньинь Féng Xiāotíng; 22 октября 1985, Далянь, провинция Ляонин, КНР) — китайский футболист, центральный защитник. В настоящее время выступает за клуб Суперлиги Китая «Шанхай Гринлэнд Шеньхуа» и национальную сборную Китая.

## Клубная карьера
Фэн Сяотин начал футбольную карьеру в «Сычуань Гуаньчэн» в сезоне 2003 года и довольно быстро попал в основу команды. Несмотря на то, что ему было всего 17 лет, был капитаном команды в нескольких матчах, став самым молодым капитаном команды в китайском профессиональном футболе. В декабре 2003 года Фэн попробовал свои силы в Лиге 1 в клубе «Нант», однако не смог попасть в основу. Второй сезон в Китае был менее продуктивным из-за серьёзной травмы, из-за которой Фэн пропустил большую часть сезона 2004 года.
Как молодой игрок с опытом выступлений в высшем дивизионе, Фэн был приглашён на просмотр в «Далянь Шидэ», в который в итоге и перешёл в сезоне 2005 года, даже несмотря на травму и пропущенные несколько туров. Несмотря на это, оставшуюся часть чемпионата выступал в основе и сделал с клубом «золотой дубль», выиграв титул чемпиона и Кубок КФА. В следующих сезонах Фэн имел меньше игрового времени, однако сменившийся главный тренер Цзи Минъи начал ставить игрока в основу в сезоне 2008 года.
Фэн Сяотин был близок к подписанию контракта с клубом итальянской Серии А «Сиена» летом 2008 года. Спортивный директор клуба Мануэль Геролин просматривал матчи молодёжной сборной Китая до 23 лет во время Олимпийского турнира 2008 года и был впечатлён игрой Фэна, однако из-за проблем с регистрацией игрока трансфер был отложен. Так как контракт с «Далянем» заканчивался, игрок получил несколько предложений из Южной Кореи от команд К-лиги «Чоннам Дрэгонз», «Чеджу Юнайтед» и «Тэгу» перед началом сезона 2009 года. В итоге он подписал двухлетний контракт с «Тэгу» на правах свободного агента. 22 марта 2009 года Фэн дебютировал за новый клуб, а его команда сыграла вничью 2—2 с клубом «Пхохан Стилерс». 29 января 2010 года подписал контракт с другим клубом К-лиги «Чонбук Хёндэ Моторс», также на правах свободного агента. В клубе не играл ведущую роль, а так как задняя линия в «Чонбук» была стабильной, по итогам сезона покинул клуб.
Перед началом сезона 2011 года Фэн решил вернуться на родину, где присоединился к клубу Суперлиги Китая «Гуанчжоу Эвергранд». В сезона оборона была достаточно надежной, пропустив всего 23 мяча, а «Гуанчжоу» в первый раз стал чемпионом. В сезоне 2012 года Фэн помог команде сделать «золотой дубль», выиграв чемпионат и Кубок КФА.

## Международная карьера
В первый раз попал в национальную сборную Китая при главном тренере Ари Хане и дебютировал 17 марта 2004 года в матче против сборной Мьянмы, в котором его команда победила со счётом 2—0. Следующий главный тренер национальной команды Чжу Гуанху решил, что Фэн неопытен, в итоге игрок выступил за молодёжную сборную до 23 лет на Олимпийском турнире 2008 года в Пекине, где был основным центральным защитником в паре с Ли Вэйфэном, а Китай покинул турнир по итогам группового этапа, набрав всего одно очко. После турнира Фэн вновь получил приглашение в основную команду, когда Владимир Петрович включил его в заявку на отборочный турнир к чемпионату мира 2010 года. Вскоре он стал игроком основы и выиграл с командой Чемпионат Восточной Азии по футболу 2010 года. 20 ноября 2018 года Фэн забил первый гол за сборную, а его команда сыграла вничью 1—1 со сборной Палестины.

## Статистика

### Клубная
| Клуб            | Клуб                | Клуб            | Лига  | Лига | Кубок         | Кубок         | Кубок Лиги      | Кубок Лиги      | Азия  | Азия | Другое  | Другое  | Всего | Всего |
| Сезон           | Клуб                | Лига            | Матчи | Голы | Матчи         | Голы          | Матчи           | Голы            | Матчи | Голы | Матчи   | Голы    | Матчи | Голы  |
| Китай           | Китай               | Китай           | Лига  | Лига | Кубок КФА     | Кубок КФА     | Кубок Суперлиги | Кубок Суперлиги | Азия  | Азия | Другое1 | Другое1 | Всего | Всего |
| --------------- | ------------------- | --------------- | ----- | ---- | ------------- | ------------- | --------------- | --------------- | ----- | ---- | ------- | ------- | ----- | ----- |
| 2003            | Сычуань Гуаньчэн    | Лига Цзя-А      | 25    | 2    | 2             | 0             | -               | -               | -     | -    | -       | -       | 27    | 2     |
| 2004            | Сычуань Гуаньчэн    | Суперлига       | 10    | 0    | 6             | 0             | 2               | 0               | -     | -    | -       | -       | 18    | 0     |
| 2005            | Далянь Шидэ         | Суперлига       | 6     | 0    | 2             | 0             | 0               | 0               | -     | -    | -       | -       | 8     | 0     |
| 2006            | Далянь Шидэ         | Суперлига       | 4     | 0    | 2             | 0             | -               | -               | 6     | 0    | 0       | 0       | 12    | 0     |
| 2007            | Далянь Шидэ         | Суперлига       | 4     | 0    | -             | -             | -               | -               | -     | -    | -       | -       | 4     | 0     |
| 2008            | Далянь Шидэ         | Суперлига       | 21    | 0    | -             | -             | -               | -               | -     | -    | -       | -       | 21    | 0     |
| Южная Корея     | Южная Корея         | Южная Корея     | Лига  | Лига | Кубок Ю.Кореи | Кубок Ю.Кореи | Кубок К-Лиги    | Кубок К-Лиги    | Азия  | Азия | Другое  | Другое  | Всего | Всего |
| 2009            | Тэгу                | K-лига          | 19    | 0    | 2             | 0             | 1               | 0               | -     | -    | -       | -       | 22    | 0     |
| 2010            | Чонбук Хёндэ Моторс | K-лига          | 11    | 0    | 1             | 0             | 1               | 0               | 7     | 0    | -       | -       | 20    | 0     |
| Китай           | Китай               | Китай           | Лига  | Лига | Кубок КФА     | Кубок КФА     | Кубок Суперлиги | Кубок Суперлиги | Азия  | Азия | Другое2 | Другое2 | Всего | Всего |
| 2011            | Гуанчжоу Эвергранд  | Суперлига       | 27    | 2    | 1             | 0             | -               | -               | -     | -    | -       | -       | 28    | 2     |
| 2012            | Гуанчжоу Эвергранд  | Суперлига       | 19    | 0    | 3             | 0             | -               | -               | 9     | 0    | 1       | 0       | 32    | 0     |
| 2013            | Гуанчжоу Эвергранд  | Суперлига       | 25    | 0    | 4             | 0             | -               | -               | 13    | 1    | 4       | 0       | 46    | 1     |
| 2014            | Гуанчжоу Эвергранд  | Суперлига       | 23    | 0    | 0             | 0             | -               | -               | 9     | 0    | 0       | 0       | 32    | 0     |
| 2015            | Гуанчжоу Эвергранд  | Суперлига       | 27    | 1    | 0             | 0             | -               | -               | 13    | 0    | 3       | 0       | 43    | 1     |
| 2016            | Гуанчжоу Эвергранд  | Суперлига       | 22    | 0    | 5             | 0             | -               | -               | 5     | 0    | 1       | 0       | 33    | 0     |
| 2017            | Гуанчжоу Эвергранд  | Суперлига       | 24    | 1    | 2             | 0             | -               | -               | 10    | 0    | 1       | 0       | 37    | 1     |
| 2018            | Гуанчжоу Эвергранд  | Суперлига       | 26    | 0    | 0             | 0             | -               | -               | 7     | 0    | 1       | 0       | 34    | 0     |
| Всего           | Китай               | Китай           | 263   | 6    | 27            | 0             | 2               | 0               | 72    | 1    | 11      | 0       | 369   | 7     |
| Всего           | Южная Корея         | Южная Корея     | 30    | 0    | 3             | 0             | 2               | 0               | 7     | 0    | 0       | 0       | 42    | 0     |
| Всего в карьере | Всего в карьере     | Всего в карьере | 293   | 6    | 30            | 0             | 4               | 0               | 79    | 1    | 11      | 0       | 417   | 7     |

1Другие соревнования включали Кубок чемпионов Восточной Азии (существовал с 2002 по 2008 гг.).

2Другие турниры включали Суперкубок Китайской футбольной ассоциации и Клубный чемпионат мира по футболу.

### Международная статистика
| Китай | Китай | Китай |
| Сезон | Матчи | Голы  |
| ----- | ----- | ----- |
| 2004  | 2     | 0     |
| 2005  | 0     | 0     |
| 2006  | 0     | 0     |
| 2007  | 0     | 0     |
| 2008  | 5     | 0     |
| 2009  | 6     | 0     |
| 2010  | 8     | 0     |
| 2011  | 5     | 0     |
| 2012  | 4     | 0     |
| 2013  | 7     | 0     |
| 2014  | 6     | 0     |
| 2015  | 5     | 0     |
| 2016  | 9     | 0     |
| 2017  | 7     | 0     |
| 2018  | 7     | 1     |
| 2019  | 4     | 0     |
| Всего | 75    | 1     |

### Голы на международной арене
Счёт и результаты Китая указаны первыми.
| №  | Дата           | Место                              | Соперник  | Счёт | Результат | Соревнование      |
| -- | -------------- | ---------------------------------- | --------- | ---- | --------- | ----------------- |
| 1. | 20 ноября 2018 | Ухань Ривер Стэдиум, Хайкоу, Китай | Палестина | 1-0  | 1-1       | Товарищеский матч |

## Достижения

### Клубные
Далянь Шидэ
- Чемпион Китая: 2005
- Обладатель Кубка КФА: 2005

 Гуанчжоу Эвергранд
- Чемпион Китая (7): 2011, 2012, 2013, 2014, 2015, 2016, 2017
- Чемпион АФК(2): 2013, 2015
- Обладатель Кубка КФА (2): 2012, 2016
- Обладатель Суперкубка КФА (4): 2012, 2016, 2017, 2018

### Международные
Китай
- Чемпион Восточной Азии (2): 2005, 2010

### Индивидуальные
- Сборная Суперлиги (4): 2015, 2016, 2017, 2018
- Футболист года в Китае : 2017[12]